# Chloris ventricosa
Chloris ventricosa är en gräsart som beskrevs av Robert Brown. Chloris ventricosa ingår i släktet kvastgrässläktet, och familjen gräs. Inga underarter finns listade i Catalogue of Life.